# ECG dinamico secondo Holter

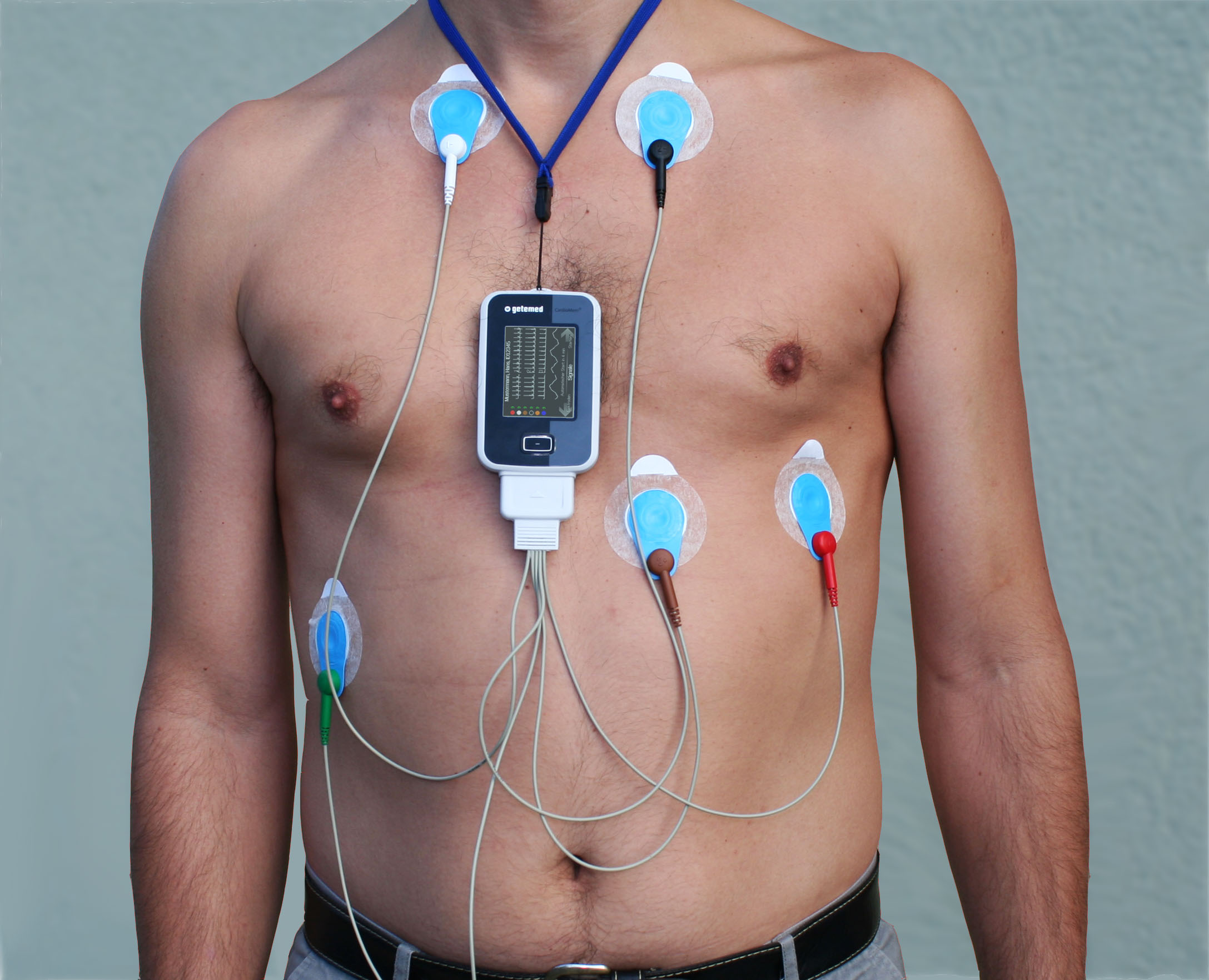
ECG Holter

L'ECG dinamico secondo Holter, anche chiamato Holter cardiaco o semplicemente Holter, è una metodica diagnostica usata per monitorare l'attività elettrica del cuore durante un intervallo di tempo più o meno ampio, solitamente corrispondente a 24 ore. La metodica fu ideata nel 1961 e prende il nome dal fisico statunitense Norman J. Holter, suo inventore.

## Funzionamento
L'attività elettrica cardiaca viene registrata in maniera continua per 24 o più ore utilizzando lo stesso principio dell'elettrocardiogramma tramite una serie di elettrodi collegati a uno strumento portatile.

## Descrizione
Sul torace del paziente che deve essere sottoposto a un elettrocardiogramma dinamico, ossia a monitoraggio continuo dell'attività cardiaca per un periodo più o meno prolungato, vengono posizionati alcuni elettrodi. Per la posizione si scelgono piani ossei, al fine di minimizzare gli artefatti generati dall'attività muscolare. Gli elettrodi possono essere da 1 a 8 ma solitamente sono 3, variano per posizione a seconda del modello utilizzato e sono connessi al registratore dei segnali, che può essere agganciato alla cintura o appeso al collo all'interno di un'apposita tasca.

## Applicazione e caratteristiche
Il paziente resta collegato all'apparecchio per almeno 24 ore, durante le quali svolge le sue normali attività. Durante la giornata viene chiesto di annotare su un diario le attività svolte (dormire, mangiare, assumere farmaci, lavorare, correre) e la comparsa di eventuali sintomi, in modo che ciascun evento registrato possa essere messo in relazione con le attività descritte. I dispositivi attualmente in uso prevedono inoltre la presenza di un pulsante che il paziente può azionare in caso di insorgenza di dolore toracico o di altri sintomi rilevanti: in questo modo l'istante temporale in cui si è manifestato il sintomo viene marchiato in modo da risultare immediatamente visibile ed analizzabile durante la lettura del tracciato da parte del medico.
Per la registrazione dei segnali i primi modelli usavano bobine o audiocassette standard (C 90/120) che giravano a velocità ridotta, quindi la lettura dei tracciati era molto lenta; oggi la registrazione avviene su memorie digitali flash e i dati sono poi trasferiti su computer.

## Indicazioni cliniche all'uso
- Valutazione di sintomi che possono essere correlati con aritmie in soggetti senza cardiopatia nota: crisi di cardiopalmo prolungate e/o frequenti; sincopi e presincopi; dispnea e dolore toracico non altrimenti spiegabili.
- Valutazione del rischio aritmico in soggetti con cardiopatia nota con o senza sintomi correlabili ad aritmie: cardiomiopatia dilatativa, fase post-infartuale con insufficienza cardiaca e/o sintomi suggestivi per aritmie, sindrome di Wolff-Parkinson-White, sindrome del QT lungo, stenosi aortica severa con sintomi suggestivi per aritmie, infine prolasso valvolare mitralico sintomatico.
- Valutazione dell'efficacia dei farmaci antiaritmici: pazienti che prima della terapia presentavano extrasistoli frequenti e sintomatiche, tachicardia parossistica sopraventricolare, tachicardia ventricolare, fibrillazione atriale o flutter atriale; valutazione di eventuali effetti pro-aritmici; bradicardia marcata e sospetti blocchi senoatriali o blocco atrioventricolare da farmaci.
- Ricerca di ischemia cardiaca in presenza di dolore toracico: non è attualmente l'esame più indicato in quanto le variazioni del tratto ST possono essere secondarie anche a variazioni della posizione corporea (variazioni di postura), per questo motivo sono più utilizzati esami come la prova da sforzo o l'eco-stress farmacologico. In effetti l'utilizzo della registrazione Holter nei casi di sospetta ischemia è ormai "relegato" alla ricerca di eventuali episodi di angina silente.[1]
- Controllo portatori di pacemaker: con i nuovi dispositivi l'esame è sempre meno utilizzato in quanto gli elettrostimolatori e i defibrillatori cardiaci impiantabili di nuova generazione sono dotati di memoria interna che registra gli eventi al di fuori dei range impostati. L'esame è ancora utile nel caso in cui si sospetti un malfunzionamento del dispositivo.[2]

## Software di analisi

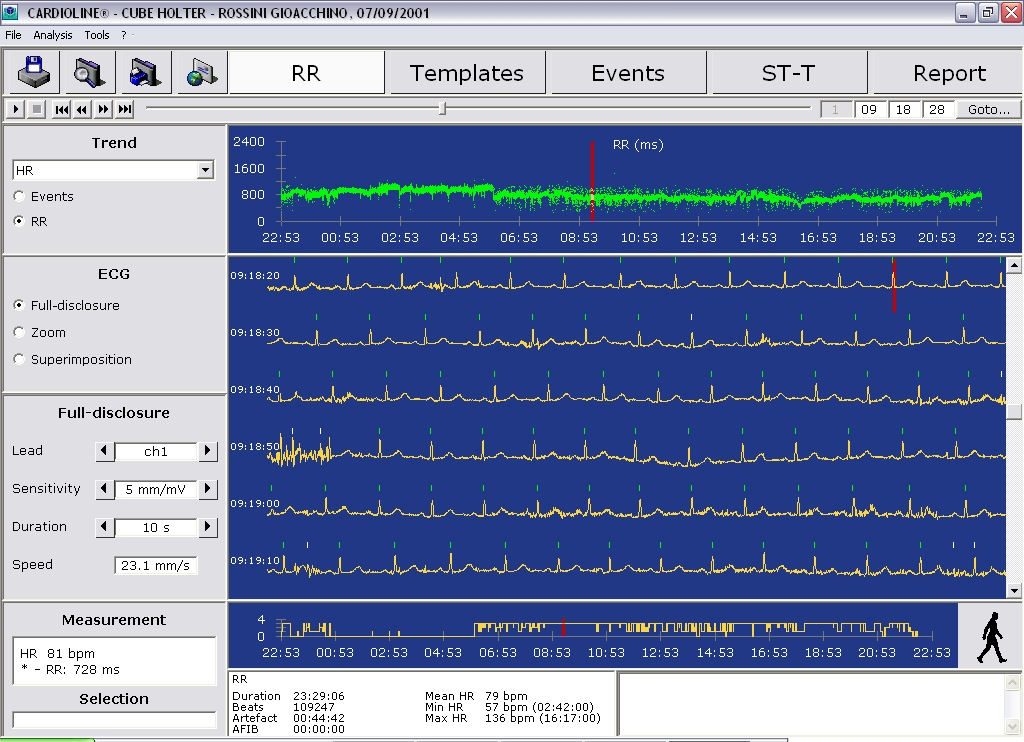
Esempio di interfaccia software

Quando la registrazione del segnale ECG è terminata, solitamente dopo 24 o 48 ore, il medico può scaricarla su computer ed effettuarne l'analisi. Dal momento che il tempo richiesto per analizzare manualmente un tracciato così lungo sarebbe eccessivo, i software normalmente sono dotati di analisi automatica che rileva i diversi tipi di battiti cardiaci, ritmi, ecc. Il successo dell'analisi automatica è tuttavia strettamente legato alla qualità del segnale. La stessa qualità dipende principalmente dal fissaggio degli elettrodi al corpo del paziente. Se questi non sono collegati correttamente, il segnale ECG che ne risulta può essere alterato da artefatti. Se il paziente effettua movimenti rapidi, la distorsione sarà ancora più grande. Oltre al posizionamento e alla qualità degli elettrodi, ci sono altri fattori che influenzano la qualità del segnale come tremori muscolari, frequenza di campionamento e risoluzione del segnale digitalizzato.
L'analisi automatica fornisce al medico informazioni sulla morfologia del battito cardiaco, l'intervallo RR, la variabilità della frequenza cardiaca, la panoramica del diario del paziente e dei momenti in cui il paziente ha premuto il pulsante per segnalare un evento. Sistemi avanzati possono anche avere la registrazione vocale degli eventi, la rappresentazione grafica dell'attività fisica (fermo, cammina, dorme) tramite accelerometri.

## Vantaggi
L'ECG Holter permette di evidenziare aritmie occasionali, in genere non identificabili durante il breve tempo di un elettrocardiogramma standard. Più i sintomi del paziente sono transitori, più lungo è il tempo in cui l'ECG Holter può essere usato; tramite i sistemi più moderni uno specifico software effettua in automatico una prima analisi, conteggia i complessi QRS, indica la frequenza cardiaca media, massima e minima ed evidenzia i periodi che meritano una più attenta osservazione.